# 美國哲學

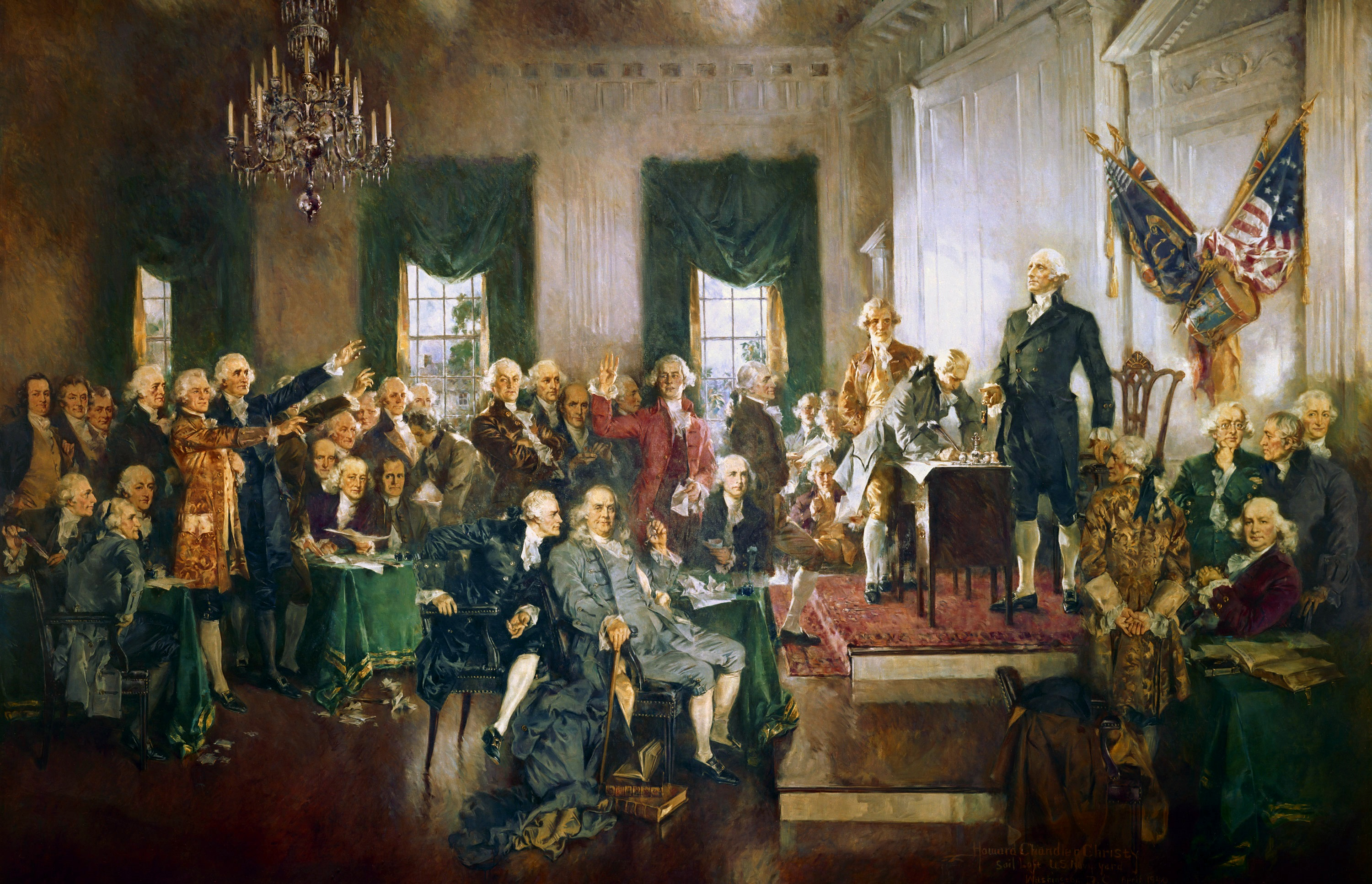
由克里斯所畫的油画《签署美利坚合众国宪法的情景》，這是美國政治和法律哲學中的重要文件

美國哲學（英語：American philosophy）是一種哲學傳統，由美國哲學家們所創，被視為反映和塑造美國歷史以及美國國家認同。

## 17世紀
美國哲學傳統始於新英格蘭的清教徒，他們的哲學具有濃厚的宗教傳統，也就是清教徒天意主義，同時也強調個人與社區的關係。早期的殖民文件如康涅狄格州基本法（1639 年）和麻薩諸塞自由憲章（1641 年）就證明了這一點。
約翰·溫思羅普等思想家強調公共生活高於私人生活，認為前者優先於後者，而其他哲學家，如羅傑·威廉斯（羅得島的聯合創始人）則認為，宗教寬容比試圖在社區中實現宗教同質性更好。

## 18世紀
18世紀的美國哲學可以分為兩部分，一部分是受到啟蒙運動自然哲學影響的清教徒加爾文主義神學，另一部分是美國大學教授出的本土道德哲學。

## 19世紀
19世紀的美國哲學受到浪漫主義、實用主義學派與唯物主義等影響。浪漫主義在美國的化身是超驗主義，它是美國哲學的一項重大創新。
19世紀見證了實用主義學派的興起，以及由喬治·霍姆斯·豪伊森領導的小規模黑格爾哲學運動，該運動集中在聖路易，儘管美國實用主義的影響遠遠超過了小黑格爾運動。
對唯物主義的其他反應包括喬賽亞·羅伊斯的“客觀唯心主義”，以及波登·帕克·鮑恩的“個人主義”，有時也被稱為“波士頓個人主義”。

## 20世紀
實用主義始於19世紀的美國，到20世紀初逐漸與其他哲學流派合流，並逐漸消失。20世紀出現了過程哲學，它本身受到科學世界觀和愛因斯坦相對論的影響。20世紀中葉，語言哲學和分析哲學逐漸在美國的流行。存在主義和現象學雖然在20世紀在歐洲非常流行，但在美國卻不被重視。